# Nicolás Flores
Nicolás Flores är en ort i Mexiko.   Den ligger i kommunen Nicolás Flores och delstaten Hidalgo, i den sydöstra delen av landet, 150 km norr om huvudstaden Mexico City. Nicolás Flores ligger 1 532 meter över havet och antalet invånare är 361.
Terrängen runt Nicolás Flores är bergig åt nordväst, men åt sydost är den kuperad. Runt Nicolás Flores är det ganska glesbefolkat, med 40 invånare per kvadratkilometer. Närmaste större samhälle är San Nicolás, 19,8 km norr om Nicolás Flores. I omgivningarna runt Nicolás Flores växer huvudsakligen savannskog.